# Peringat
Peringat (en malayo: Peringat) es una localidad de Malasia, en el estado de Kelantan.
Se encuentra a 13 m sobre el nivel del mar. 

## Demografía
Según estimación 2010 contaba con 23499 habitantes.